# Microcythere subterranea
Microcythere subterranea is een mosselkreeftjessoort uit de familie van de Microcytheridae. De wetenschappelijke naam van de soort is voor het eerst geldig gepubliceerd in 1959 door Hartmann.